# 枯れ葉色のメッセージ
『枯れ葉色のメッセージ』（かれはいろのメッセージ）は、神崎順子による日本の漫画作品、およびそれを表題作とした漫画短編集。
『なかよし』（講談社）1979年10月号に掲載された。単行本は同社の講談社コミックスなかよしより刊行。

## 書誌情報
神崎順子 『枯れ葉色のメッセージ』 講談社〈講談社コミックスなかよし〉、1980年12月5日第1刷発行
表題作のほか、以下の読み切り4作品が同時収録されている。
- ひまわり日記（なかよしデラックス1979年8月号掲載）
- 白馬の詩（同1980年4月号掲載）
- あした光の中へ!（同1月号掲載）
- はるかなる緑の谷間に（同5月号掲載）